# Karl Most
Karl Most (* 29. Juni 1879 in Danzig; † nach 1949) war ein deutscher Politiker (Ost-CDU). Er war von 1946 bis zur Aberkennung seines Mandats im Februar 1949 Landtagsabgeordneter in Sachsen-Anhalt.

## Leben
Most war Kaufmannssohn. Nach seinem Abitur studierte er in Halle und Berlin und unterrichtete anschließend Mathematik, Physik, Erdkunde und Geschichte zunächst am Gymnasium in Zeitz, dann von 1904 bis 1943 an der Klosterschule in Roßleben. Zwischen 1914 und 1918 nahm Most am Ersten Weltkrieg teil und wurde mit dem Kriegsverdienstkreuz ausgezeichnet.
Zur Zeit der Weimarer Republik gehörte Most der DNVP an. 1943 verweigerte er den Eintritt in die NSDAP, woraufhin er nach Nordhausen versetzt wurde, ferner erhielt er einen Lehrauftrag in Weferlingen. Diesen konnte er aus gesundheitlichen Gründen nicht antreten. Most wurde zwangspensioniert und auch nach seiner Genesung nicht wieder in den Schuldienst aufgenommen.
Nach dem Ende des Zweiten Weltkriegs leitete er von Juli 1945 bis zu seiner erneuten Pensionierung im Februar 1946 die Klosterschule in Roßleben. Most trat in die CDU ein und wurde bei der Landtagswahl in Sachsen-Anhalt 1946 in den Landtag gewählt. Er war von 1947 bis 1948 Präsidialrat in der Landtagskanzlei, anschließend arbeitete er im Archiv des CDU-Landesvorstands.
Ab März 1948 wurde Most vorgeworfen, er sei NS-belastet. Der Generalstaatsanwalt von Sachsen-Anhalt, Fischl, forderte am 3. September 1948 auf Drängen des Landtagspräsidiums das Kriminalamt, Dezernat K 5, in Halle (Saale) auf, das im Juni desselben Jahres begonnene Verfahren gegen den CDU-Abgeordneten „wegen der Zugehörigkeit des Beschuldigten zum Landtag … bevorzugt vor anderen Verfahren zum Abschluss zu bringen …“.
Most wurde in einem Verfahren nach dem SMAD-Befehl Nr. 201, für das seine parlamentarische Immunität nicht aufgehoben wurde, vorgeworfen, dass er vor der Machtergreifung als DNVP-Aktivist vor 1933 genauso wie die NSDAP den Marxismus und die Demokratie bekämpft habe. Auch behauptete  ein ehemaliger Kollege, Most habe freiwillig Rassenkunde unterrichtet und habe militaristische Mathematikaufgaben gestellt. Mehrere ehemalige Schüler, zu denen auch ein  „Jüdischer Mischling ersten Grades“ gehörte, entlasteten Most und erklärten, dieser sei als einziger Lehrer gegen den Nationalsozialismus aufgetreten.
Jedoch hatte Most während der Zeit des Nationalsozialismus Aufsätze verfasst, die antisemitische und rassistische Passagen enthielten, daher stufte das Landgericht Halle ihn als NS-Belasteten ein. Er wurde aufgrund seines hohen Alters und seinem politischen Engagement jedoch nicht zu einer Freiheitsstrafe verurteilt, sondern ihm wurden „Sühnemaßnahmen“ auferlegt.
Most verlor aufgrund des Urteils sein Landtagsmandat, arbeitete aber bis mindestens August 1949 als Bibliothekar im Landtag.